# Alberto Herreros
Alberto Herreros Ros (Madrid, 20 de abril de 1969) es un exjugador de baloncesto español.
Considerado como uno de los mejores jugadores españoles de la década de los 90, era un alero de notable altura (2,00 m) con gran movilidad y visión de juego, con un gran temple y reconocido como uno de los mejores tiradores de la historia del baloncesto europeo.
Fue jugador del Estudiantes entre los años 1988 y 1996, y en el Real Madrid entre 1996 y 2005. Fue internacional con la Selección de baloncesto de España en 172 ocasiones, siendo uno de los jugadores que más veces han vestido la camiseta de la selección.

## Biografía
Se formó en las categorías inferiores del club Canoe de Madrid y después entró en el equipo junior de Estudiantes. Debutó en la liga española con Estudiantes y permaneció 8 años en este club, donde alcanzó en un partido con el León Caja España la  mayor anotación individual de su carrera (38 puntos). Con Estudiantes se hizo jugador clave en seguida y alcanzó a jugar la final a cuatro de la Euroliga en Estambul en 1992, ganó una Copa del Rey y fue seleccionado con la selección española. En 1996, se acogió a una nueva normativa (el llamado Decreto 1006) para poder fichar por el Real Madrid, dirigido por Željko Obradović. En 1996 su fichaje fue el más caro pagado por un jugador español de la historia de la liga ACB española.  En 1996, pues, pasó de liderar a Estudiantes durante largos años a jugar en el eterno rival y ser en consecuencia blanco preferente de la hinchada estudiantil que nunca perdonaría su transferencia al eterno rival, recibiéndole en los partidos disputados en la pista de Estudiantes con pancartas jocosas. Estuvo en el Real Madrid 9 años, consiguiendo dos ligas ACB y una Recopa. Con la selección española ganó 2 medallas de plata en campeonatos europeos.
Recibió ofertas a lo largo de su carrera para dar el salto a la NBA. Los Pacers le ofrecieron una prueba, pero no fue elegido. La NBA nunca le atrajo demasiado, como él mismo ha declarado.
Si hay una imagen mediática de él, sin contar su enormemente larga y fructífera trayectoria como jugador, es probablemente el triple conseguido en los últimos segundos del quinto partido de la final ACB de 2004-2005 entre el Tau Vitoria y el Real Madrid, jugado en Vitoria, que le dio la vigésimo novena liga a este club. Salía del banco a falta de 2:15 para el final, tras la eliminación de Louis Bullock, y nada más salir cometió una falta antideportiva que le daba 2 tiros y la posesión al TAU que parecía que sentenciaba el encuentro. Sin embargo en 48 segundos se produjo una de las mayores remontadas de la historia del baloncesto español que culminó Alberto "caviar" (apodo dado por el carismático Andrés Montes) Herreros con un triple decisivo, con el cual el Real Madrid se colocaba un punto por delante en el luminoso a falta de 5,6 segundos para el final del partido. Esta fue su última actuación como jugador profesional de baloncesto, tras una temporada en que jugó bastante poco a las órdenes de Božidar Maljković. Siempre declaró que el serbio fue el mejor entrenador que había tenido durante su carrera deportiva.
Una vez retirado como jugador al final de esa temporada 2004-2005, se incorporó al sector técnico de la sección del Real Madrid de Baloncesto con el cargo de director del departamento técnico trabajando primero con Antonio Martín y después junto a Juan Carlos Sánchez.
Jugó 159 partidos con la selección nacional española sénior, desde que debutara con ella en 1990. Participó en cinco ediciones del Campeonato de Europa (1993, 1995, 1997, 1999 y 2003; ganó la medalla de plata en Francia 99 —torneo del que fue máximo encestador— y Suecia 2003), en dos de los Juegos Olímpicos (Barcelona 92 y Sídney 2000) y en tres del Campeonato del Mundo (1990, 1994 y 1998; en esta fue máximo anotador de la competición).
Es el máximo anotador (9.759 puntos) histórico de la Liga ACB así como el máximo triplista (1.233 tiros de tres convertidos) de la competición.

## Clubes
- Cantera Club Colegio Menesiano Madrid
- Real Canoe Junior
- Estudiantes Junior
- 1988/96; C. B. Estudiantes. (Liga ACB)
- 1996/05; Real Madrid. (Liga ACB)

## Palmarés
Selección española:
- Subcampeón en el Eurobasket 1999 de Francia.
- Subcampeón en el Eurobasket 2003 de Suecia.

Clubes (jugador):
- Copa Saporta (antigua Recopa de Europa de Baloncesto) (1997)
- 2x Liga ACB (2000 , 2005)
- Copa del Rey (1992)

## Reconocimientos individuales
- Máximo anotador del Campeonato Mundial de Grecia'98 y del Campeonato Europeo de París'99
- Jugador más valorado MVP de la Final de la Eurocopa (antigua Recopa de Europa de baloncesto) 96-97
- Nombrado integrante de los quintetos ideales del Mundial de Grecia'98 y del Europeo de París'99.
- En 2013 continúa siendo el máximo anotador histórico de la liga ACB promediando 16,5 puntos por partido. Tiene también marcas históricas de ACB en triples conseguidos, con 1.233 triples anotados teniendo en segunda posición a los jugadores Velimir Perasović y Juan Carlos Navarro con 882, en recuperaciones, y en minutos jugados.
- Concurso de triples ACB (2): Temporadas 1997-98, 1998-99.
- Medalla de Bronce de la Real Orden del Mérito Deportivo, otorgada por el Consejo Superior de Deportes (1999)
- Medalla de Oro de la Real Orden del Mérito Deportivo, otorgada por el Consejo Superior de Deportes (2000)